# Sophienkirche (Dresda)

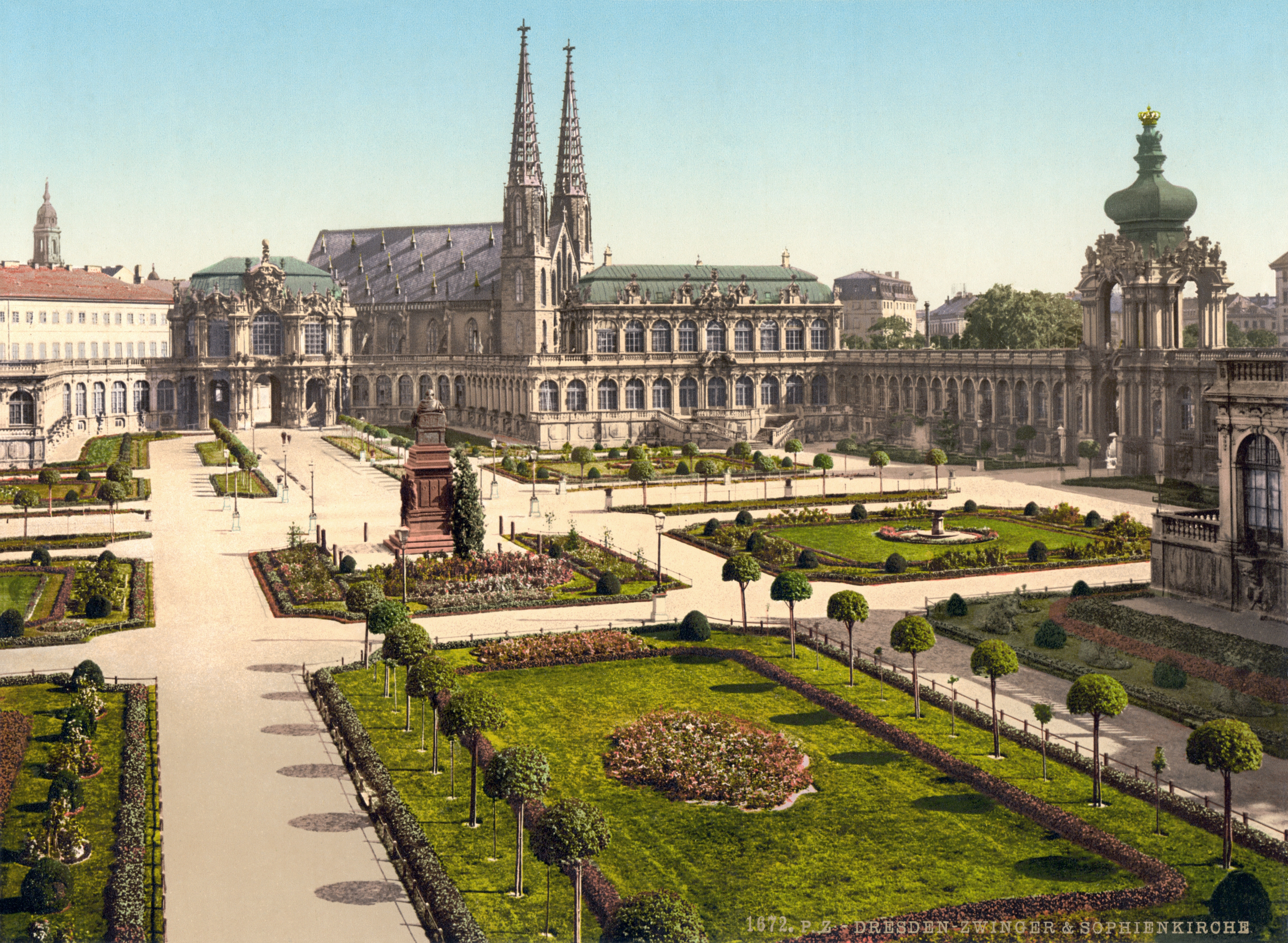
Lo Zwinger e la Sophienkirche, in un photochrome del 1895

La Sophienkirche (chiesa di santa Sofia) era una chiesa di Dresda. Si trovava all'angolo nord-est della Postplatz (piazza dell'ufficio postale) nella città vecchia prima che fosse gravemente danneggiata, nel 1945, dal bombardamento di Dresda della seconda guerra mondiale e successivamente demolita, nel 1962, dal partito e governo della RDT. Era l'unica chiesa gotica in città.

## Storia

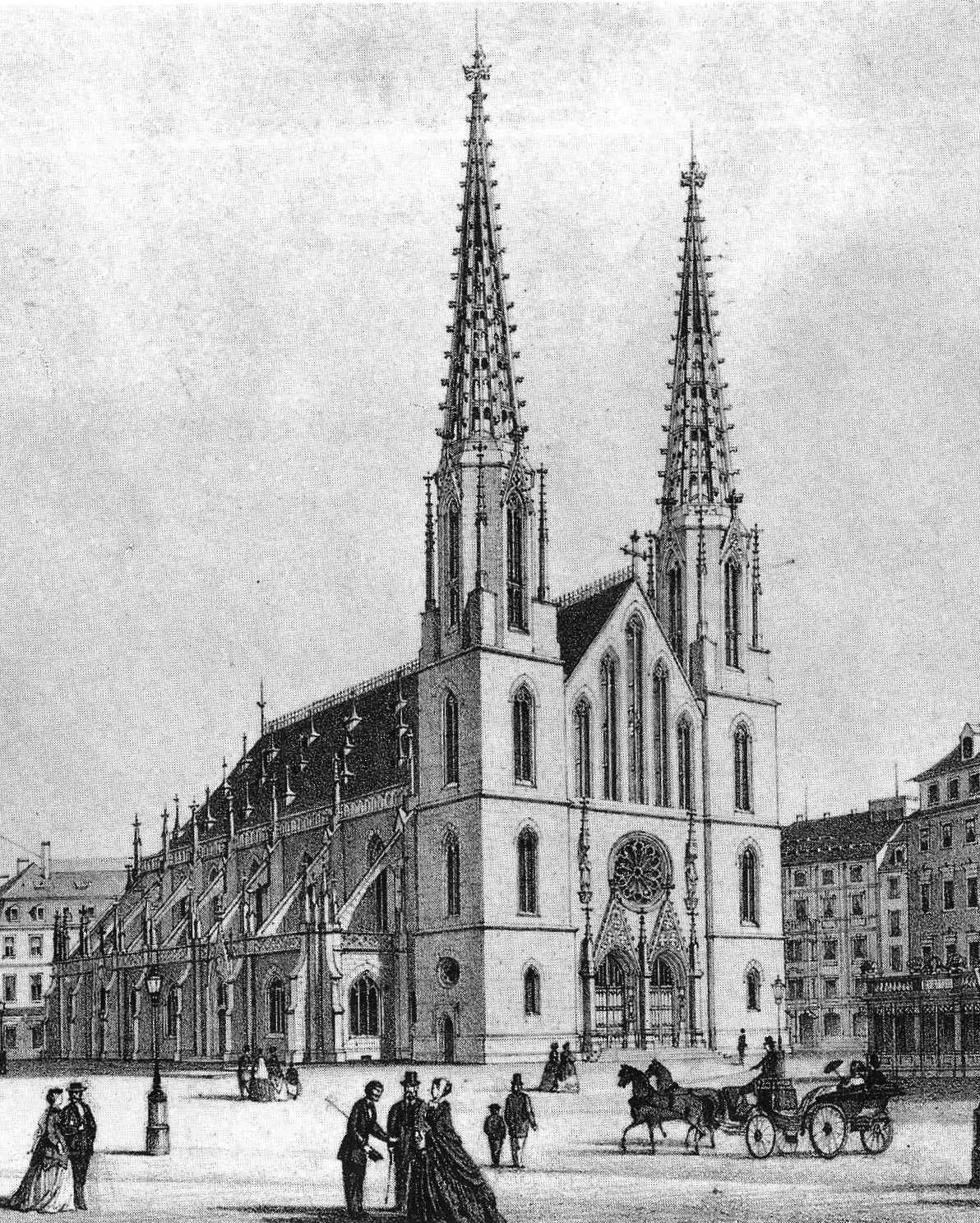
Sophienkirche, Dresda

Nel 1250 l'ordine dei frati minori francescani, costruì un monastero e una chiesetta nella posizione della futura Sophienkirche - questo era noto come il Franziskanerkloster. A partire dal 1331 la struttura originale fu demolita e iniziò la costruzione di una chiesa più grande con due navate di uguale dimensione. Intorno al 1400, all'angolo sud-est della chiesa, fu aggiunta la Busmannkapelle, una cappella privata per la famiglia patrizia Busmann a cui apparteneva il sindaco di Dresda, all'epoca Lorenz Busmann, e dove fu successivamente sepolto.
Il monastero francescano fu abolito durante la Riforma protestante.

### Sofia di Brandeburgo, Hofkirche
Il convento francescano rimase vuoto per decenni prima di essere restaurato, nel 1610, da Sofia di Brandeburgo e riaperto come chiesa luterana dedicata a Santa Sofia in suo onore. Nel 1737 divenne Hofkirche (chiesa di corte dell'Elettorato di Sassonia) della Chiesa evangelico-luterana di Sassonia (da non confondere con la Hofkirche cattolica romana che l'Elettore iniziò a costruire allo stesso tempo).

### Organo Silbermann e Bach

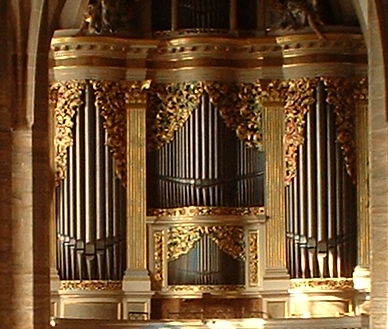
Organo Silbermann nella Cattedrale di Friburgo in Brisgovia

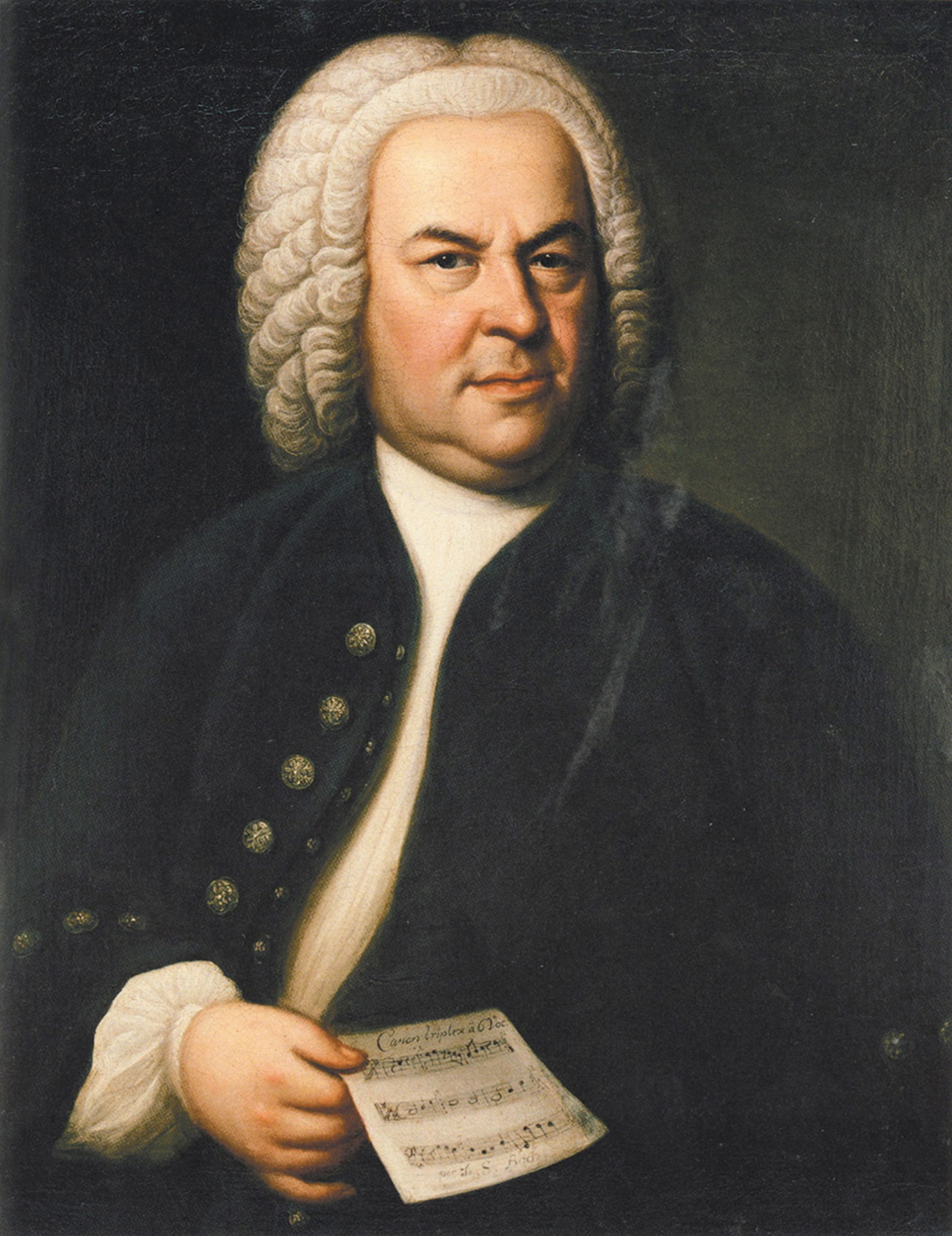
Bach in un ritratto, del 1748, di Haussmann

Nel periodo 1718-1720 il famoso organaro Gottfried Silbermann vi installò una dei suoi cinquanta organi realizzati nella sua carriera, noto per il suo temperamento mesotonico. Johann Sebastian Bach eseguì dei concerti su questo strumento nel 1725 e 1747.
Il Kyrie e Gloria dalla Messa in Si minore di Bach vennero composti nel 1733, forse il primo come lamento per la morte dell'Elettore Augusto II il Forte (che era morto il 1º febbraio 1733) e il secondo per celebrare l'adesione del suo successore l'Elettore sassone e successivamente re Augusto III di Polonia, che si convertì al Cattolicesimo per ascendere al trono di Polonia. Nella speranza di ottenere il titolo di "Compositore della corte elettorale sassone", Bach li presentò ad Augusto come un insieme di parti per la Messa Kyrie–Gloria, BWV 232 I (prima versione). I pezzi vennero eseguiti nel 1733, non in presenza del sovrano a cui erano dedicati, forse alla Sophienkirche dove il figlio di Bach Wilhelm Friedemann Bach era organista da giugno. Tuttavia, nel 1734, Bach eseguì una cantata profana, un dramma per musica, BWV 215, in onore di Augusto, in presenza del Re e della Regina, il cui primo movimento fu poi adattato nell'Hosanna della Messa in Si minore.

### La Sophienkirche fino al 1945

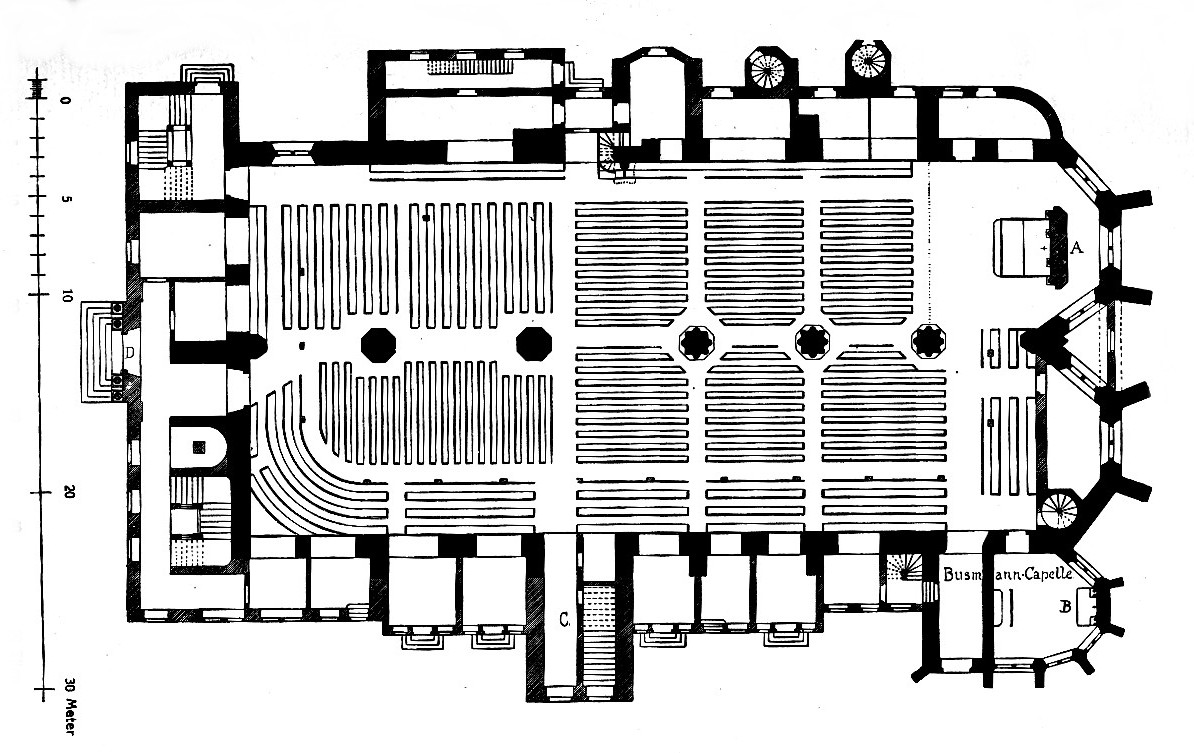
Pianta della chiesa prima del 1864

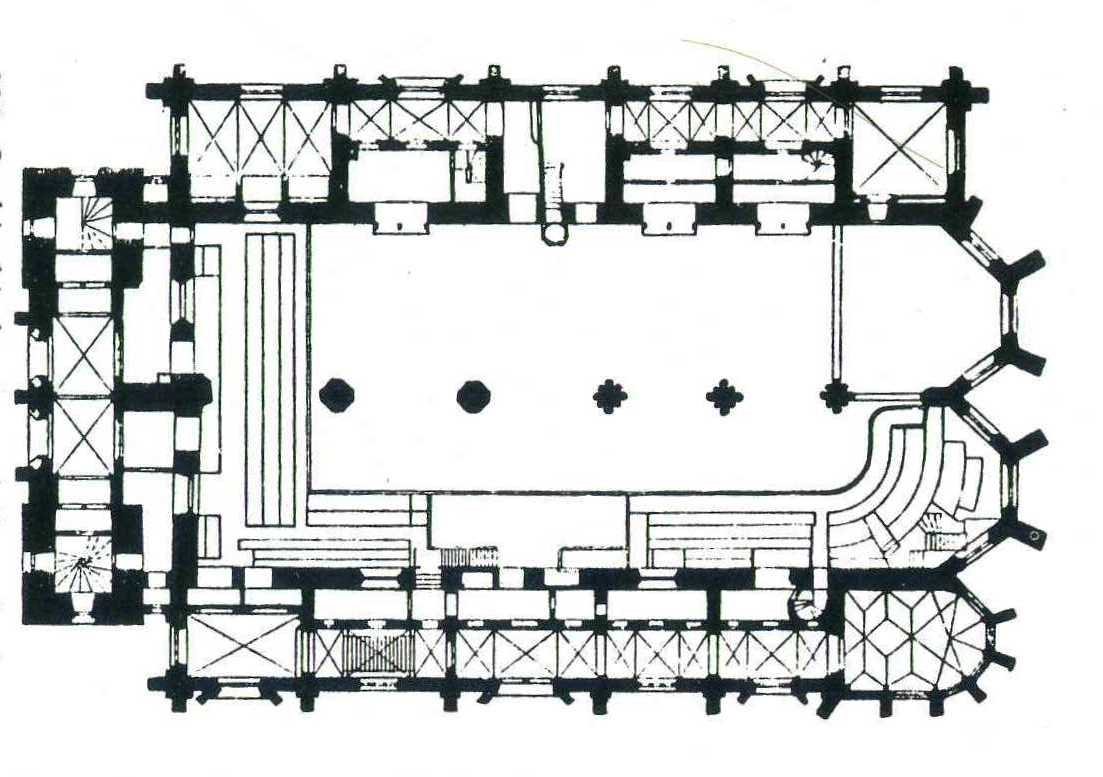
Pianta della chiesa dopo il 1868

La Sophienkirche fu ridisegnata a metà del XIX secolo e prese la sua forma finale, con le guglie gemelle neogotiche in sostituzione della vecchia torre barocca, la nuova navata e facciata, tra il 1864 e il 1868. Dopo la Rivoluzione tedesca del 1918-19, la Sophienkirche cessò di essere la chiesa di corte e, sette anni dopo, divenne sede del vescovo della Chiesa evangelica luterana di Sassonia.
Nel 1933 le torri furono semplificate (gli elementi gotici furono rimossi e le guglie coperte in rame) perché si stavano deteriorando e stavano diventando pericolose. Questa doveva essere una soluzione temporanea prima di ripristinare i dettagli neogotici.

### 1945, distruzione e demolizione
Con il bombardamento di Dresda della seconda guerra mondiale, nel febbraio del 1945, la Sophienkirche fu bruciata dal fuoco e l'organo Silbermann completamente distrutto. Il soffitto e le pareti rimasero intatti fino al 1946 quando il soffitto a volta, senza il supporto delle colonne interne distrutte dal fuoco, crollò lasciando in piedi solo le guglie meridionali. Queste furono poi intenzionalmente demolite, nel 1950, per recuperare il rame per la Kreuzkirche.
A poco a poco le rovine intorno alla chiesa distrutta furono cancellate. Una ricostruzione sarebbe stata possibile ma un commento di Walter Ulbricht, il capo del partito SED, "... una città socialista non ha bisogno di chiese gotiche", condannò la Chiesa.
Nonostante le forti proteste di conservatori, architetti e cittadini di Dresda, le rovine della chiesa furono demolite, nel 1962, a seguito di una risoluzione del partito e del governo della Repubblica Democratica Tedesca. Prima di allora, gli altari di Nosseni e della Sagrestia erano stati recuperati e ora sono visibili nella Loschwitzer Kirche (a Dresda) e nella Friedenskirche a Löbtau, rispettivamente.
Il 1º maggio 1963 scomparvero le ultime parti della più antica chiesa di Dresda - ad eccezione di una struttura di finestre in arenaria parzialmente distrutta, che furono conservate nelle catacombe sotto la Brühlsche Terrasse.

### Memoriale
A partire dal 2009 è stato costruito un monumento, che incorpora frammenti originali della cappella di Busmann, nella posizione originale della cappella, come memoriale della Sophienkirche e un promemoria degli orrori della guerra e dell'abuso di potere da parte dei dittatori. Ha lo scopo di racchiudere il monumento in un cubo di vetro in modo che possa essere utilizzato per delle mostre.